# Il moro
Il moro és una òpera en dos actes composta per Antonio Salieri sobre un llibret en italià de Giovanni De Gamerra. Es va estrenar el 7 d'agost del 1796 al Burgtheater de Viena.
Després de 21 actuacions a Viena en menys d'un any, la peça va arribar als escenaris de Dresden (1797), Sant Petersburg (1798), Florència (1804), i a Liorna, Roma i Bolonya (1805).